# 페이트/스테이 나이트 헤븐즈필
《페이트/스테이 나이트 헤븐즈필》(영어: Fate/stay night [Heaven's Feel])은 일본의 영화 삼부작으로, 타입문의 비디오 게임 《Fate/stay night》의 헤븐즈필 루트를 원작으로 한다.

## 시리즈 목록
- 제1장 프레시지 플라워 (2017)
- 제2장 로스트 버터플라이 (2019)
- 제3장 스프링 송 (2020)